# Landtagswahl in Sachsen-Anhalt 2002
- PDS: 25
- SPD: 25
- FDP: 17
- CDU: 48

- Regierung: 65
- Opposition: 50

Bei der Landtagswahl in Sachsen-Anhalt 2002 wurde am 21. April 2002 der 4. Landtag von Sachsen-Anhalt gewählt. Es waren 2.109.428 Einwohner wahlberechtigt; die Wahlbeteiligung lag bei 56,5 %. Gewählt wurde in 49 Wahlkreisen.

## Ausgangslage
Bei der Landtagswahl 1998 hatte die SPD unter Ministerpräsident Reinhard Höppner 35,9 % der Stimmen erhalten und regierte in einer von der PDS tolerierten Minderheitsregierung (Kabinett Höppner II, siehe auch Magdeburger Modell).

## Wahlergebnis
| Listen                                              | Listen            | Erststimmen | Erststimmen | Erststimmen | Erststimmen | Zweitstimmen | Zweitstimmen | Zweitstimmen | Zweitstimmen | Mandate | Mandate |
| Listen                                              | Listen            | Stimmen     | %           | +/-         | Mandate     | Stimmen      | %            | +/-          | Mandate      | Anzahl  | +/-     |
| --------------------------------------------------- | ----------------- | ----------- | ----------- | ----------- | ----------- | ------------ | ------------ | ------------ | ------------ | ------- | ------- |
|                                                     | CDU               | 442.312     | 38,2        | +11,2       | 48          | 433.521      | 37,3         | +15,3        | –            | 48      | +20     |
|                                                     | PDS               | 243.385     | 21,0        | –2,3        | –           | 236.484      | 20,4         | +0,7         | 25           | 25      | –       |
|                                                     | SPD               | 247.020     | 21,3        | –18,1       | 1           | 231.732      | 20,0         | –15,9        | 24           | 25      | –22     |
|                                                     | FDP               | 151.886     | 13,1        | +7,1        | –           | 154.145      | 13,3         | +9,1         | 17           | 17      | +17     |
|                                                     | SCHILL            | 37.329      | 3,2         | N/A         | –           | 52.589       | 4,5          | N/A          | –            | –       | –       |
|                                                     | B’90/Grüne        | 23.773      | 2,1         | –1,2        | –           | 22.696       | 2,0          | –1,3         | –            | –       | –       |
|                                                     | FDVP 1            | –           | –           | N/A         | –           | 9.733        | 0,8          | -12,0        | –            | –       | –16     |
|                                                     | Spaßpartei        | –           | –           | N/A         | –           | 7.761        | 0,7          | N/A          | –            | –       | –       |
|                                                     | Pro DM            | 1.314       | 0,1         | N/A         | –           | 4.251        | 0,4          | N/A          | –            | –       | –       |
|                                                     | MLPD              | 795         | 0,1         | N/A         | –           | 2.617        | 0,2          | N/A          | –            | –       | –       |
|                                                     | OPdM              | 352         | 0,0         | N/A         | –           | 1.710        | 0,1          | N/A          | –            | –       | –       |
|                                                     | ödp               | –           | –           | N/A         | –           | 1.539        | 0,1          | N/A          | –            | –       | –       |
|                                                     | R-B-P             | 175         | 0,0         | N/A         | –           | 1.153        | 0,1          | N/A          | –            | –       | –       |
|                                                     | B – DKP/KPD       | 1.054       | 0,1         | N/A         | –           | –            | –            | N/A          | –            | –       | –       |
|                                                     | ZENTRUM           | 612         | 0,1         | N/A         | –           | –            | –            | –            | –            | –       | –       |
|                                                     | Einzelbewerber    | 8.913       | 0,8         | ±0,0        | –           | –            | –            | –            | –            | –       | –       |
| Gesamt                                              | Gesamt            | 1.157.866   | 100         |             | 49          | 1.160.985    | 100          |              | 66           | 115     | –1      |
|                                                     |                   |             |             |             |             |              |              |              |              |         |         |
| Ungültige Stimmen                                   | Ungültige Stimmen | 32.965      | 2,8         | –1,6        |             | 29.846       | 2,5          | –0,1         |              |         |         |
| Wähler                                              | Wähler            | 1.190.831   | 56,5        | –15,0       |             | 1.190.831    | 56,5         | –15,0        |              |         |         |
| Wahlberechtigte                                     | Wahlberechtigte   | 2.109.428   |             |             |             | 2.109.428    |              |              |              |         |         |
|                                                     |                   |             |             |             |             |              |              |              |              |         |         |
| Quellen: Statistisches Landesamt, Stimmen - Mandate |                   |             |             |             |             |              |              |              |              |         |         |

- 1 Landtagswahl 1998: DVU
- Überhangmandate: 8 (CDU)

Wahlkreisgewinner nach Parteizugehörigkeit

- Ausgleichsmandate: 8, davon 3 SPD, 3 PDS und 2 FDP.

Die SPD verlor 15,9 Prozentpunkte, die CDU gewann fast in gleichem Ausmaß Stimmen hinzu. Der FDP gelang mit einem Zugewinn von 9,1 Prozentpunkten der Wiedereinzug in das Landesparlament. Die PDS verbesserte ihr Ergebnis nur unwesentlich. Die DVU, die 1998 12,9 % der Stimmen erhalten hatte, trat nicht erneut an. Die von der DVU abgespaltene FDVP, die seit 2000 mit neun, später sechs Abgeordneten eine eigene Fraktion bildete, scheiterte mit 0,8 % klar.
Die CDU siegte in 48 der 49 Wahlkreise und errang damit acht Überhangmandate. Nach dem sachsen-anhaltischen Landtagswahlrecht kam die gleiche Anzahl von Ausgleichsmandaten hinzu, so dass sich die Zahl der Abgeordneten im neuen Landtag von 99 auf 115 erhöhte.

## Konsequenzen
Nach der Wahl bildeten CDU und FDP eine schwarz-gelbe Koalition, Wolfgang Böhmer (CDU) wurde neuer Ministerpräsident von Sachsen-Anhalt (Kabinett Böhmer I).